# Taj Kang
Taj Kang (Tai Kang) a félig legendás Hszia (Xia)-dinasztia 3. uralkodója, Csi (Qi) legidősebb fia, Nagy Jü (Yu) unokája.

## Élete és uralkodása
Taj Kang (Tai Kang) apja, a dinasztia 2. uralkodójának, Csi (Qi) halála után lépett trónra, és lett a Hszia (Xia)-dinasztia 3. uralkodója. Életéről, akárcsak a legtöbb Xia (Hszia) uralkodónak az életéről meglehetősen kevés információt tartalmaznak a források. A korai történeti művek általában csak szűkszavú, a legfontosabb eseményekre koncentráló, kronologikus felsorolást tartalmaznak.
A történetíró feljegyzései szerint Taj Kang (Tai Kang) elveszítette országát, majd pedig öt testvére várt rá a Lo (Luo) 洛 -folyótól északra, ahol megkomponálták az Öt fiú dalát (Vu ce cse ko (Wu zi zhi ge) 《五子之歌》).
A Bambusz-évkönyvek szerint kuj-vej (guiwei) 癸未 esztendőben lépett trónra, a fővárosa Csenhszün (Zhenxun) 斟鄩 volt, és uralkodása 4. évében elhunyt.